# Lumban Siagian Jae
Lumban Siagian Jae is een bestuurslaag in het regentschap Tapanuli Utara van de provincie Noord-Sumatra, Indonesië. Lumban Siagian Jae telt 576 inwoners (volkstelling 2010).